# 劳岑豪森
劳岑豪森是德国莱茵兰-普法尔茨州的一个市镇。总面积4.95平方公里，总人口342人，其中男性163人，女性179人（2011年12月31日），人口密度69人/平方公里。